# 實川清之
實川 清之（じつかわ きよし、1903年10月6日 - 1980年9月11日）は、日本の政治家。日本社会党衆議院議員（4期）。

## 経歴
1903年、千葉県山武郡千代田村（現：芝山町）で農家の子として生まれる。父伊三郎は、村の信用組合理事のほか、村会議員や村役場助役などの公職を勤めたが、實川がまだ幼い頃に肺結核により他界した。本業の農業を人任せにしていた、大酒飲みの伊三郎は、實川家の資産を半減させてしまっていた。
千代田尋常高等小学校ののち旧制成田中学校で学ぶが、3年生のときに生徒によるストライキに関わり、退学。その後上京して日本大学中学校に転入し、ここでも身体検査に反対して停学処分を受けている。
1922年に中学を卒業して日本大学法文学部社会学科に入るが、社会主義運動に参加して千葉県での農民組合結成や日本学生社会科学連合会の活動家として軍事教練反対などの活動を行い、1926年に治安維持法違反で逮捕・収監され、授業料を納められず大学中退となる。
中退後は千葉県印旛郡佐倉町（現・佐倉市）に移住して農民運動に投じ、1927年に非合法であった日本共産党に入党している。1928年に三・一五事件で検挙され、千葉県内唯一の逮捕者となるが証拠不十分で釈放。1929年に日農中央常任執行委員に選出され大阪本部に赴任するが、翌1929年の四・一六事件で再び検挙され、懲役6年の刑を科せられる。出獄後は、義兄の家業を手伝うなどした後に郷里の千代田村に帰り、米穀肥料商を営むが、1938年に人民戦線事件で検挙された。
度重なる逮捕・拘留により商売が行き詰まったことから、満蒙開拓に関わることを決意し、茨城の満州開拓青年義勇隊訓練所で幹部の訓練を受けた後、満州拓殖公社社員として1939年に満洲に渡った。しかし、1945年に日本は連合国に降伏し、實川は残務処理を終えて1946年に帰国した。
第1回統一地方選挙で千代田村村長に当選し、「赤い村長誕生」と新聞に書かれた。1951年に日本社会党に入り、千葉県議会選挙に立候補するが落選。その後千葉県指導農業共同組合連合会会長や全国宅食農業協同組合連合会理事長などを勤めた後、1958年の第28回衆議院議員総選挙で千葉3区から立候補して初当選。
衆議院議員は連続で4期務め、この間に日本社会党千葉県委員長などを歴任したが、1969年の第32回衆議院議員総選挙で落選した。
1971年、千葉県知事選挙に立候補するも落選。
1973年、当時全国最大規模となった山武農業協同組合の初代組合長に就任。
1974年4月の春の叙勲で勲二等に叙せられ、瑞宝章を受章する。
1980年9月11日、千葉県がんセンターで死去。76歳没。同月16日、特旨を以て位記を追賜され、死没日付で従四位に叙された。

## 人物
社会主義運動に関わったきっかけは、中学4年制のときにピョートル・クロポトキンの『相互扶助論』を読んで感銘を受けたことだった。
三里塚闘争初期においては、地元議員の小川国彦らとともに新東京国際空港（現・成田国際空港）建設反対運動を支援し、一坪地主に名を連ねた。一方で、同じ社会党議員で闘争を支援していた加瀬完に対しては「農家を犠牲にはできない」「おれはな、お前らのように派手に騒いで、"ハイ、さよなら"というわけにはいかないんだよ」と語り、開港後は井岡大治とともに岩手県の農協施設のポストをあてがうことなどを条件に三里塚芝山連合空港反対同盟事務局長の北原鉱治に三里塚闘争から手を引くよう持ち掛けるなどして、闘争の幕引きを図った。